# Mongolie aux Jeux olympiques d'été de 2020
La Mongolie participe aux Jeux olympiques de 2020 à Tokyo au Japon. Il s'agit de sa 14e participation à des Jeux d'été.
Le Comité international olympique autorise à partir de ces Jeux à ce que les délégations présentent deux porte-drapeaux, une femme et un homme, pour la cérémonie d'ouverture. Le judoka Duurenbayar Ulziibayar et la joueuse de basket-ball Khulan Onolbaatar sont nommés par le Comité national olympique de Mongolie le 9 juillet 2021.

## Médaillés
| Sport | Discipline            | Athlète(s)    | Performance                   | Date       |
| ----- | --------------------- | ------------- | ----------------------------- | ---------- |
| Judo  | Moins de 81 kg hommes | Saeid Mollaei | Takanori Nagase Défaite 00-01 | 27 juillet |

| Sport | Discipline            | Athlète(s)                | Performance                      | Date       |
| ----- | --------------------- | ------------------------- | -------------------------------- | ---------- |
| Judo  | Moins de 48 kg femmes | Urantsetseg Munkhbat      | Catarina Costa Victoire 10-00    | 24 juillet |
| Judo  | Moins de 73 kg hommes | Tsend-Ochiryn Tsogtbaatar | Arthur Margelidon Victoire 10-00 | 26 juillet |
| Lutte | Libre femmes 53 kg    | Bat-Ochiryn Bolortuyaa    | Joseph Essombe Victoire 14-4     | 6 août     |

| Sport |   |   |   | Total |
| ----- | - | - | - | ----- |
| Judo  | 0 | 1 | 2 | 3     |
| Lutte | 0 | 0 | 1 | 1     |
| Total | 0 | 1 | 3 | 4     |

| Jour       |   |   |   | Total |
| ---------- | - | - | - | ----- |
| 24 juillet | 0 | 0 | 1 | 1     |
| 26 juillet | 0 | 0 | 1 | 1     |
| 27 juillet | 0 | 1 | 0 | 1     |
| 6 août     | 0 | 0 | 1 | 1     |
| Total      | 0 | 1 | 3 | 4     |

| Sexe   |   |   |   | Total |
| ------ | - | - | - | ----- |
| Femmes | 0 | 0 | 2 | 2     |
| Hommes | 0 | 1 | 1 | 2     |
| Total  | 0 | 1 | 3 | 4     |

## Athlètes engagés
| Sport           | Hommes | Femmes | Total |
| --------------- | ------ | ------ | ----- |
| Athlétisme      | 2      | 1      | 3     |
| Basket-ball 3x3 | 0      | 4      | 4     |
| Boxe            | 2      | 1      | 3     |
| Haltérophilie   | 0      | 2      | 2     |
| Judo            | 7      | 5      | 12    |
| Lutte           | 3      | 6      | 9     |
| Natation        | 1      | 1      | 2     |
| Tennis de table | 1      | 1      | 2     |
| Tir             | 1      | 3      | 4     |
| Tir à l'arc     | 1      | 1      | 2     |
| Total           | 18     | 25     | 43    |

## Résultats

### Athlétisme
La Mongolie bénéficie de trois places attribuées en atteignant les minima olympiques. Tseveenravdangiin Byambajav et Ser-Od Bat-Ochir disputent le marathon masculin et Bayartsogtyn Mönkhzayaa dispute le marathon féminin.
| Athlète                     | Épreuve           | Finale          | Finale  |
| Athlète                     | Épreuve           | Temps           | Rang    |
| --------------------------- | ----------------- | --------------- | ------- |
| Tseveenravdangiin Byambajav | Marathon masculin | 2 h 21 min 32 s | 55e     |
| Ser-Od Bat-Ochir            | Marathon masculin | Abandon         | Abandon |
| Bayartsogtyn Mönkhzayaa     | Marathon féminin  | 2 h 37 min 8 s  | 45e     |

### Basket-ball à trois
La Mongolie est qualifiée pour le tournoi féminin de basket-ball à trois grâce à son classement mondial. Quatre joueuses composent l'équipe.
| Épreuve         | Phase de poules      | Phase de poules         | Phase de poules     | Phase de poules  | Phase de poules        | Phase de poules      | Phase de poules    | Phase de poules | Quart de finale  | Demi-finale      | Finale / MB      | Rang      |
| Épreuve         | Adversaire Score     | Adversaire Score        | Adversaire Score    | Adversaire Score | Adversaire Score       | Adversaire Score     | Adversaire Score   | Rang            | Adversaire Score | Adversaire Score | Adversaire Score | Rang      |
| --------------- | -------------------- | ----------------------- | ------------------- | ---------------- | ---------------------- | -------------------- | ------------------ | --------------- | ---------------- | ---------------- | ---------------- | --------- |
| Tournoi féminin | Italie Défaite 14-15 | États-Unis Défaite 9-21 | Japon Défaite 10-19 | ROC Défaite 5-21 | Roumanie Défaite 14-22 | France Défaite 18-22 | Chine Défaite 9-21 | 8e              | Éliminées        | Éliminées        | Éliminées        | Éliminées |

### Boxe
| Athlète                  | Catégorie              | 1/16e de finale        | 1/8e de finale      | Quart de finale         | Demi-finale         | Finale              | Rang     |
| Athlète                  | Catégorie              | Adversaire Résultat    | Adversaire Résultat | Adversaire Résultat     | Adversaire Résultat | Adversaire Résultat | Rang     |
| ------------------------ | ---------------------- | ---------------------- | ------------------- | ----------------------- | ------------------- | ------------------- | -------- |
| Erdenebatyn Tsendbaatar  | Plumes hommes (-57 kg) | Okoth Victoire 3-2     | Nguyễn Victoire 5-0 | Batyrgaziev Défaite 2-3 | Éliminé             | Éliminé             | Éliminé  |
| Baatarsükhiin Chinzorig  | Légers hommes (-63 kg) | Abduraimov Défaite 1-4 | Éliminé             | Éliminé                 | Éliminé             | Éliminé             | Éliminé  |
| Mönkhbatyn Myagmarjargal | Moyens femmes (-75 kg) | Non disputé            | Price Défaite 0-5   | Éliminée                | Éliminée            | Éliminée            | Éliminée |

### Haltérophilie
| Athlète                      | Compétition           | Arraché  | Arraché | Épaulé-jeté | Épaulé-jeté | Total  | Rang |
| Athlète                      | Compétition           | Résultat | Rang    | Résultat    | Rang        | Total  | Rang |
| ---------------------------- | --------------------- | -------- | ------- | ----------- | ----------- | ------ | ---- |
| Mönkhjantsangiin Ankhtsetseg | Moins de 87 kg femmes | 110 kg   | 5e      | 142 kg      | 3e          | 252 kg | 4e   |
| Erdenebatyn Bilegsaikhan     | Plus de 87 kg femmes  | 85 kg    | 13e     | 122 kg      | 12e         | 207 kg | 12e  |

### Judo
| Athlète | Compétition            | 1er tour                      | 2e tour                   | Quart de finale              | Demi-finale                 | Repêchage              | Finale / MB               | Rang                                |
| Athlète | Compétition            | Adversaire Résultat           | Adversaire Résultat       | Adversaire Résultat          | Adversaire Résultat         | Adversaire Résultat    | Adversaire Résultat       | Rang                                |
| --- | ---------------------- | ----------------------------- | ------------------------- | ---------------------------- | --------------------------- | ---------------------- | ------------------------- | ----------------------------------- |
| Amartuvshin Dashdavaa | Moins de 60 kg hommes  | Tsjakadoea Défaite 00-01      | Éliminé                   | Éliminé                      | Éliminé                     | Éliminé                | Éliminé                   | Éliminé                             |
| Yondonperenlein Baskhüü (en) | Moins de 66 kg hommes  | Exempté                       | Minkou Victoire 10-00     | Abe Défaite 00-01            | Non qualifié                | Lombardo Défaite 00-10 | Éliminé                   | 7e                                  |
| Tsend-Ochiryn Tsogtbaatar | Moins de 73 kg hommes  | Bah Victoire 10-00            | Bessi Victoire 11-00      | Gjakova Victoire 01-00       | Ōno Défaite 00-01           | Exempté                | Margelidon Victoire 10-00 | Médaille de bronze, Jeux olympiques |
| Saeid Mollaei | Moins de 81 kg hommes  | Khamza Victoire 10-00         | Fatiyev Victoire 01-00    | Grigalashvili Victoire 10-01 | Borchashvili Victoire 10-00 | Exempté                | Nagase Défaite 00-01      | Médaille d'argent, Jeux olympiques  |
| Gantulgyn Altanbagana | Moins de 90 kg hommes  | Sherazadishvili Défaite 00-01 | Éliminé                   | Éliminé                      | Éliminé                     | Éliminé                | Éliminé                   | Éliminé                             |
| Lkhagvasürengiin Otgonbaatar | Moins de 100 kg hommes | Minaškin Victoire 01-00       | Paltchik Défaite 00-01    | Éliminé                      | Éliminé                     | Éliminé                | Éliminé                   | Éliminé                             |
| Duurenbayar Ulziibayar | Plus de 100 kg hommes  | Oltiboev Défaite 00-10        | Éliminé                   | Éliminé                      | Éliminé                     | Éliminé                | Éliminé                   | Éliminé                             |
| Urantsetseg Munkhbat | Moins de 48 kg femmes  | Exemptée                      | Vargas Victoire 10-00     | Rishony Victoire 11-00       | Krasniqi Défaite 00-01      | Non qualifiée          | Costa Victoire 10-00      | Médaille de bronze, Jeux olympiques |
| Lkhagvasürengiin Sosorbaram | Moins de 52 kg femmes  | Keldiyorova Victoire 10-00    | Kocher Défaite 00-01      | Éliminée                     | Éliminée                    | Éliminée               | Éliminée                  | Éliminée                            |
| Dorjsürengiin Sumiyaa | Moins de 57 kg femmes  | Kajzer Défaite 00-01          | Éliminée                  | Éliminée                     | Éliminée                    | Éliminée               | Éliminée                  | Éliminée                            |
| Boldyn Gankhaich | Moins de 63 kg femmes  | Alcaraz Victoire 10-00        | Quadros Défaite 000-10    | Éliminée                     | Éliminée                    | Éliminée               | Éliminée                  | Éliminée                            |
| Munkhtsetseg Otgon | Moins de 78 kg femmes  | Lanir Défaite 00-10           | Éliminée                  | Éliminée                     | Éliminée                    | Éliminée               | Éliminée                  | Éliminée                            |
| Gantulgyn Altanbagana Ölziibayaryn Düürenbayar Boldyn Gankhaich Saeid Mollaei Otgony Mönkhtsetseg Dorjsürengiin Sumiyaa Tsend-Ochiryn Tsogtbaatar | Par équipes mixtes     | Non disputé                   | Corée du Sud Victoire 4-1 | ROC Défaite 2-4              | Non qualifiés               | Allemagne Défaite 2-4  | Éliminés                  | Éliminés                            |

### Lutte
| Athlète                     | Compétition   | Huitièmes de finale        | Quarts de finale       | Demi-finale           | Repêchage                  | Finale 3e place Classement      | Rang                                |
| Athlète                     | Compétition   | Adversaire Résultat        | Adversaire Résultat    | Adversaire Résultat   | Adversaire Résultat        | Adversaire Résultat             | Rang                                |
| --------------------------- | ------------- | -------------------------- | ---------------------- | --------------------- | -------------------------- | ------------------------------- | ----------------------------------- |
| Erdenebatyn Bekhbayar       | 57 kg hommes  | Harutyunyan Victoire 6-1   | Atri Défaite 1-5       | Éliminé               | Éliminé                    | Éliminé                         | Éliminé                             |
| Tömör-Ochiryn Tulga         | 65 kg hommes  | Otoguro Défaite 3-6        | Non qualifié           | Non qualifié          | Muszukajev Défaite 2-4     | Éliminé                         | Éliminé                             |
| Mönkhtöriin Lkhagvagerel    | 125 kg hommes | Khramiankou Victoire 4-8   | Cudinovic Victoire 5-6 | Steveson Défaite 5-0  | Non disputé                | Akgül Défaite 0-5               | 5e                                  |
| Tsogt-Ochiryn Namuuntsetseg | 50 kg femmes  | Susaki Défaite 0-10        | Non qualifiée          | Non qualifiée         | Yépez Victoire par forfait | Stadnik Défaite 0-10            | 5e                                  |
| Bat-Ochiryn Bolortuyaa      | 53 kg femmes  | Aquino Victoire 4-0 (VT)   | Valverde Victoire 15-5 | Mukaida Défaite 3-6   | Non disputé                | Essombe Victoire 14-4           | Médaille de bronze, Jeux olympiques |
| Boldsaikhany Khongorzul     | 57 kg femmes  | Rivière Victoire 7-5 ab.   | Kawai Défaite 0-7      | Non qualifiée         | Camara Victoire 10-0       | Maroulis Défaite 0-11           | 5e                                  |
| Khürelkhüügiin Bolortuyaa   | 62 kg femmes  | Malik Victoire 2-2 (VP)    | Yusein Défaite 0-10    | Éliminée              | Éliminée                   | Éliminée                        | Éliminée                            |
| Soronzonboldyn Battsetseg   | 68 kg femmes  | Larroque Victoire 4-3 (VT) | Velieva Victoire 8-5   | Oborududu Défaite 2-7 | Non disputé                | Zhumanazarova Défaite 10-1 (VT) | 5e                                  |
| Ochirbatyn Burmaa           | 76 kg femmes  | Minagawa Défaite 0-8       | Éliminée               | Éliminée              | Éliminée                   | Éliminée                        | Éliminée                            |

### Natation
| Athlète | Épreuve                  | Série   | Série | Demi-finale | Demi-finale | Finale   | Finale   |
| Athlète | Épreuve                  | Temps   | Rang  | Temps       | Rang        | Temps    | Rang     |
| ------- | ------------------------ | ------- | ----- | ----------- | ----------- | -------- | -------- |
| . . .   | 50 m nage libre masculin | 24 s 63 | 48e   | Éliminé     | Éliminé     | Éliminé  | Éliminé  |
| . . . . | 50 m nage libre féminin  | 27 s 29 | 51e   | Éliminée    | Éliminée    | Éliminée | Éliminée |

### Tennis de table
| Athlète(s)               | Compétition      | Tour préliminaire  | 1er tour         | 2e tour          | 3e tour          | 4e tour          | Quarts de finale | Demi-finale      | Finale / MB      | Rang |
| Athlète(s)               | Compétition      | Adversaire Score   | Adversaire Score | Adversaire Score | Adversaire Score | Adversaire Score | Adversaire Score | Adversaire Score | Adversaire Score | Rang |
| ------------------------ | ---------------- | ------------------ | ---------------- | ---------------- | ---------------- | ---------------- | ---------------- | ---------------- | ---------------- | ---- |
| Enkhbatyn Lkhagvasüren   | Simple messieurs | Kumar Défaite 1-4  | Éliminé          | Éliminé          | Éliminé          | Éliminé          | Éliminé          | Éliminé          | Éliminé          |      |
| Batmönkhiin Bolor-Erdene | Simple dames     | Garci Victoire 4-1 | Vega Défaite 0-4 | Éliminée         | Éliminée         | Éliminée         | Éliminée         | Éliminée         | Éliminée         |      |

### Tir
| Athlète               | Compétition                  | Qualification | Qualification | Finale  | Finale  |
| Athlète               | Compétition                  | Points        | Rang          | Points  | Rang    |
| --------------------- | ---------------------------- | ------------- | ------------- | ------- | ------- |
| Enkhtaivany Davaakhüü | Pistolet à air comprimé 10 m | 577           | 12e           | Éliminé | Éliminé |
| Enkhtaivany Davaakhüü | Pistolet à 25 m tir rapide,  | 565           | 23e           | Éliminé | Éliminé |

| Athlète                   | Compétition                  | Qualification | Qualification | Finale   | Finale   |
| Athlète                   | Compétition                  | Points        | Rang          | Points   | Rang     |
| ------------------------- | ---------------------------- | ------------- | ------------- | -------- | -------- |
| Otryadyn Gündegmaa        | Pistolet à air comprimé 10 m | 568           | 30e           | Éliminée | Éliminée |
| Otryadyn Gündegmaa        | Pistolet à 25 m,             | 578           | 26e           | Éliminée | Éliminée |
| Tsolmonbaatariin Anudarii | Pistolet à air comprimé 10 m | 576           | 9e            | Éliminée | Éliminée |
| Tsolmonbaatariin Anudarii | Pistolet à 25 m              | 572           | 34e           | Éliminée | Éliminée |
| Oyuunbatyn Yesügen        | Carabine à air comprimé 10 m | 624.0         | 25e           | Éliminée | Éliminée |
| Oyuunbatyn Yesügen        | Carabine à 50 m 3 positions  | 1158-45x      | 27e           | Éliminée | Éliminée |

| Athlète                                         | Compétition                   | Qualification 1 | Qualification 1 | Qualification 2 | Qualification 2 | Finale / 3e place  | Finale / 3e place |
| Athlète                                         | Compétition                   | Points          | Rang            | Points          | Rang            | Adversaie Résultat | Rang              |
| ----------------------------------------------- | ----------------------------- | --------------- | --------------- | --------------- | --------------- | ------------------ | ----------------- |
| Tsolmonbaatariin Anudarii Enkhtaivany Davaakhüü | Pistolet à air comprimé 10 m, | 571             | 13e             | Éliminés        | Éliminés        | Éliminés           | Éliminés          |

### Tir à l'arc
| Athlète                                              | Compétition        | Tour préliminaire | Tour préliminaire | 1er tour             | 2e tour          | 3e tour          | Quarts de finale | Demi-finale      | Finale / 3e place | Rang     |
| Athlète                                              | Compétition        | Score             | Rang              | Adversaire Score     | Adversaire Score | Adversaire Score | Adversaire Score | Adversaire Score | Adversaire Score  | Rang     |
| ---------------------------------------------------- | ------------------ | ----------------- | ----------------- | -------------------- | ---------------- | ---------------- | ---------------- | ---------------- | ----------------- | -------- |
| Baatarkhuyagiin Otgonbold                            | Individuel hommes, | 646               | 54e               | Li Défaite 4-6       | Éliminé          | Éliminé          | Éliminé          | Éliminé          | Éliminé           | Éliminé  |
| Bishindeegiin Urantungalag                           | Individuel femmes, | 614               | 58e               | Yamauchi Défaite 2-6 | Éliminée         | Éliminée         | Éliminée         | Éliminée         | Éliminée          | Éliminée |
| Baatarkhuyagiin Otgonbold Bishindeegiin Urantungalag | Par équipe mixte,  | 1 260             | 27e               | Non disputé          | Non disputé      | Éliminés         | Éliminés         | Éliminés         | Éliminés          | Éliminés |